# Conchanata

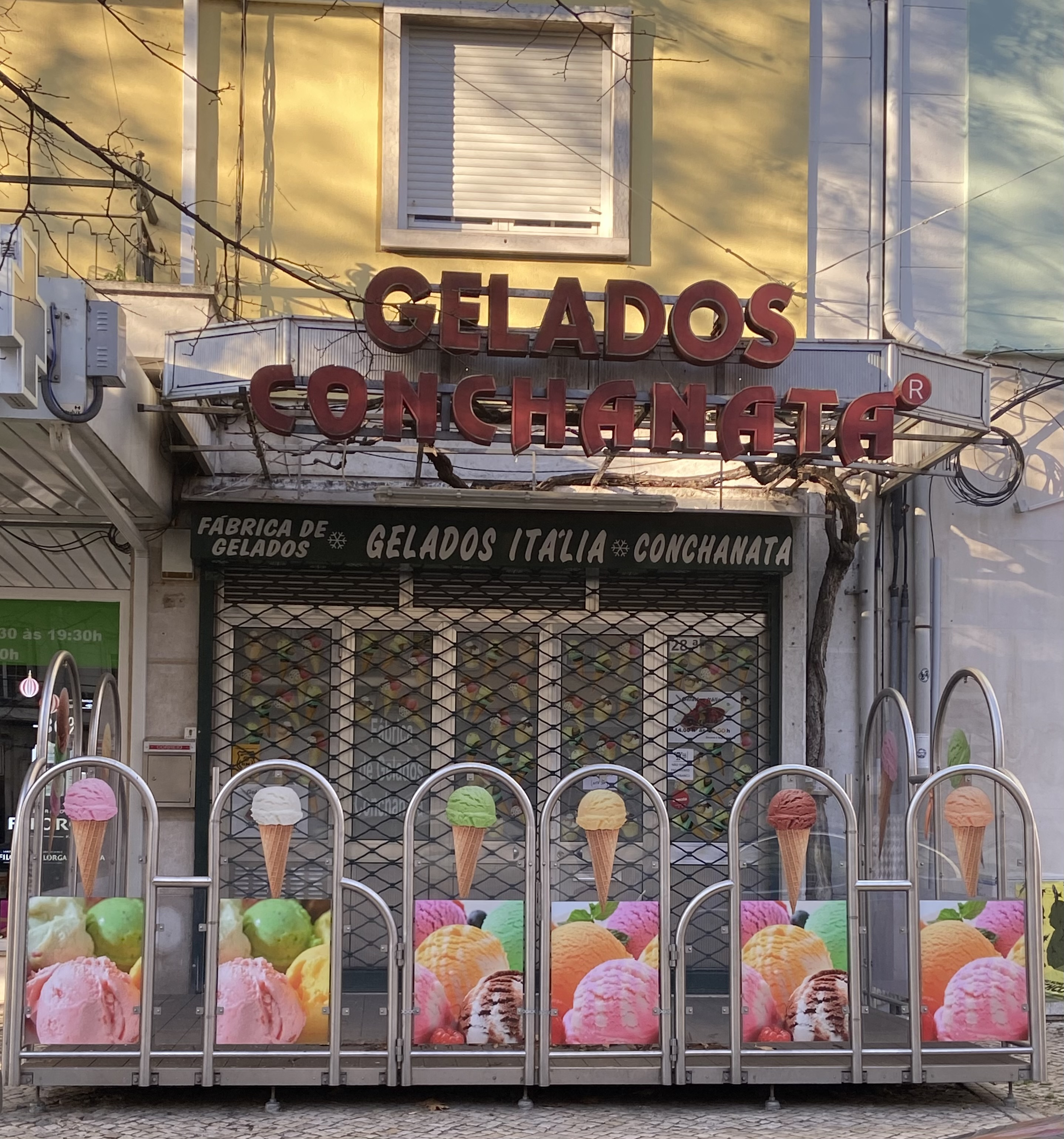
Exterior da geladaria Conchanata

A geladaria Gelados Itália Conchanata, mais conhecida como Conchanata é uma casa histórica, tipicamente italiana, onde se vende uma antiga receita de gelados, trazida de Itália. Está localizada na porta 28 A, da Avenida da Igreja, em Alvalade, Lisboa, Portugal.
O atual nome do estabelecimento deve-se ao famoso gelado servido numa taça de vidro, em forma de concha, composto por três bolas de gelado de baunilha, uma bola de gelado de nata e uma cobertura de morango, com o nome de Conchanata, que era o pedido mais solicitado pelos clientes.
Conchanata segue uma tradição italiana, mantendo a sua identidade desde 1948 e servindo diversos clientes durante todo o ano.
O estabelecimento é um local em que tanto o seu interior como o seu exterior são espaços pequenos. Tem mesas antigas, arcas rústicas e as ementas, em folhas de papel, afixadas nas paredes.

## História
Tudo começou quando Quintílio e Alfo Tarlattini, pai e filho, em 1946, vieram de Itália para Portugal e decidiram começar um novo negócio na cidade de Lisboa. Abriram a geladaria Conchanata, em Alvalade, que foi inaugurada em 1948, mas apenas oficialmente registada em 1977.
Permanece até hoje como um negócio de família, liderado por Michele Tarlattini, filho de Alfo Tarlattini, pretendendo assim continuar com a tradição familiar. Este conta com a ajuda da sua mulher e dos filhos, que também estes já colaboram na gestão e organização do estabelecimento.

## Menu
Quíntílio e Alfo trouxeram uma célebre receita de gelados de Itália, confecionada nas máquinas Carpigiani e, desde então, esta mantém-se sempre idêntica e fiel à sua origem. Este fator é um dos maiores motivos para o seu grande sucesso.
Os gelados desta casa são 100% artesanais, sem glúten e sem aditivos. Na sua ementa existem mais de 18 sabores, tanto de fruta com de outros diferentes, que podem ser servidos em copos, cones ou na famosa taça de vidro.